# Claytonia multiscapa
Claytonia multiscapa är en källörtsväxtart. Claytonia multiscapa ingår i släktet vårskönor, och familjen källörtsväxter.

## Underarter
Arten delas in i följande underarter:
- C. m. czukczorum
- C. m. multiscapa
- C. m. pacifica